# Loudon Wainwright III

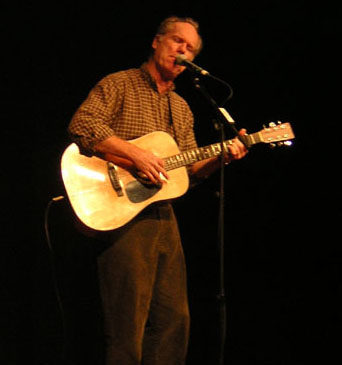

Loudon Wainwright III (Chapel Hill, 5 de septiembre de 1946) actor y músico estadounidense.
Es padre de los músicos Rufus y Martha Wainwright, a quienes tuvo con su exesposa Kate McGarrigle y de Lucy Wainwright Roche, a quien tuvo con Suzzy Roche. Es hermano además de la artista Sloan Wainwright.
Creció en Bedford (Nueva York) y comenzó su carrera en los años 1960. Su canción más famosa quizá sea Dead Skunk de 1972 y se hizo muy conocido por interpretar al capitán Calvin Spalding en la serie de televisión M*A*S*H.

## Discografía

### Álbumes de estudio
- Loudon Wainwright III (1970)
- Album II (1971)
- Album III (1972)
- Attempted Mustache (1973)
- Unrequited (1975)
- T Shirt (1976)
- Final Exam (1978)
- Fame and Wealth (1983)
- I'm Alright (1985)
- More Love Songs (1986)
- Therapy (1989)
- History (1992)
- Grown Man (1995)
- Little Ship (1997)
- The BBC Sessions (1998)
- Social Studies (1999)
- Last Man on Earth (2001)
- Here Come the Choppers (2005)
- Strange Weirdos (2007)
- Recovery (2008)
- High Wide & Handsome: The Charlie Poole Project (2009)

### Álbumes en directo
- A Live One (1979)
- Career Moves (1993)
- So Damn Happy (2003)

### Recopilatorios
- Fame and Wealth / I'm Alright (1991)
- One Man Guy: The Best of Loudon Wainwright III 1982-1986 (1994)
- Years in the making (2018)

### Colectivos
- Philadelphia Folk Festival - 40th Anniversary (1999)

## Filmografía
- M*A*S*H (1975) (TV)
- The T.V. Show (1979) (TV)
- The Slugger's Wife (1985)
- Jacknife (1989)
- 28 Days (2000)
- Undeclared (2001)
- Big Fish (2003)
- The Aviator (2004)
- The 40-Year-Old Virgin (2005)
- Elizabethtown (2005)
- For Your Consideration (2006)
- Knocked Up (2007)
- G-Force (2009)
- We Only Know So Much (2018)